# Ejido Vicente Guerrero
Ejido Vicente Guerrero es una localidad del estado mexicano de Baja California. Es parte del municipio de Mexicali.

## Toponimia
El nombre de la población rinde homenaje a Vicente Guerrero, héroe de la Independencia de México.

## Demografía
| Gráfica de evolución demográfica |
|                                  |

| Censo | Población |
| ----- | --------- |
| 1940  | 188       |
| 1950  | 798       |
| 1960  | 895       |
| 1970  | 14        |
| 1980  | 1 775     |
| 1990  | 1 692     |
| 2000  | 1 545     |
| 2010  | 1 463     |
| 2020  | 1 363     |